# 牛頓鎮區 (愛荷華州傑斯帕縣)
牛頓鎮區（英語：Newton Township）是位於美國愛荷華州傑斯帕縣的一個行政鎮區。

## 地方資料
根據2010年美國人口普查的數據，牛頓鎮區的面積為94.76平方千米，當中陸地面積為94.69平方千米，而水域面積為0.07平方千米。當地共有人口15576人，而人口密度為每平方千米164.37人。